# Fujiwara no Tameie
Fujiwara no Tameie (jap. 藤原 為家; * 1198; † 27. Mai 1275) war ein japanischer Dichter.

## Leben
Der Sohn des berühmten Fujiwara no Teika trat ab Mitte der 1230er Jahre als Autor von Waka-Gedichten hervor. 1251 vollendete er die 10. kaiserliche Gedichtsammlung Shoku gosen wakashū (続後撰和歌集). Auch an der Erarbeitung der Sammlung Shoku kokin wakashū (続古今和歌集), die 1265 erschien, war er beteiligt. Er selbst verfasste etwa 2000 Waka-Gedichte, von denen fast 500 Aufnahme in kaiserliche Sammlungen fanden. 1241 erhielt er den Posten eines Gon-Dainagon und 1250 den des Ministers für Inneres (mimbu-kyō). 1256 zog er sich vom öffentlichen Leben zurückzog und lebte als buddhistischer Mönch unter dem Namen Mimbukyō-nyūdō. Am Kaiserhof war als Kemarispieler bekannt.
Fujiwara no Tameie war in zweiter Ehe mit der Dichterin Abutsu-ni verheiratet, mit der er zwei Söhne hatte. Zwischen seinen Söhnen aus erster Ehe Nijō Tameuji (Fujiwara no Tameuji) und Kyōgoku Tamenori, sowie dem ersten Sohn aus zweiter Ehe Reizei no Tamesuke kam er später zum Streit um das Erbe des Vaters, der zur Gründung der rivalisierenden Dichterfamilien Nijō (Dichterschule Nijō-ha, nicht verwandt mit dem Klan der Nijō), Kyōgoku (Dichterschule Kyōgoku-ha, nicht verwandt mit dem Klan der Kyōgoku) und Reizei führte.